# 동지 나폴레옹
《동지 나폴레옹(Comrade Napoleon)》은 조지 오웰의 소설 동물 농장에 등장하는 시이다.
소설에서 나폴레옹은 이 시를 높게 평가하여 7계명이 쓰여 있는 벽 맞은편 창고 벽에 써 놓도록 하였다. 스퀼러는 이 시 위에 나폴레옹의 초상화를 매우 크게 흰색 페인트로 그렸다.

## 배경과 상징

#### 배경
농장의 많은 일이 나폴레옹과 아무런 연관이 없다고 해도 성공의 원인을 나폴레옹에게 돌렸다. 예를 들어 한 암탉이,
| “ | 우리의 지도자, 나폴레옹 동무의 특별한 지도와 배려로 나는 엿새 동안 다섯 개의 달걀을 낳았어. | ” |

같은 말을 하는 등 동물 농장 내부의 나폴레옹의 전제 독재화가 인민들에게 영향을 끼치는 상황이었다.

#### 상징
소비에트 연방의 소련 찬가를 상징한다.
| Friend of the fatherless! Fountain of happiness! Lord of the swill-bucket! Oh, how my soul is on Fire when I gaze at thy Calm and commanding eye, Like the sun in the sky, Comrade Napoleon! Thou art the giver of All that thy creatures love, Full belly twice a day, clean straw to roll upon; Every beast great or small Sleeps at peace in his stall, Thou watchest over all, Comrade Napoleon! Had I a sucking-pig, Ere he had grown as big Even as a pint bottle or as a rolling pin, He should have learned to be Faithful and true to thee, Yes, his first squeal should be "Comrade Napoleon!" | 아버지 잃은 자의 친구여! 행복의 샘이여! 여물통의 신이여! 오 나의 영혼은 불타오르네. 그대의 조용하고 위엄 있는 눈을 바라볼 때마다 하늘의 태양 같은 나폴레옹 동무여! 모든 동물들이 바라는 그 모든 것을 부여하는 자이러니, 그대는 하루 두 번 배불리고 깨끗한 밀짚을 베개로 삼게 하시니 크고 작은 모든 동물들은 그들 그 잠자리에서 편하게 잠 잘자니 그대 모든 것을 보살펴 주시니 나폴레옹 동무여! 내 젖먹이 돼지를 낳으면 큰 병이나 큰 방망이만큼 자라기도 전에 그대에게 충성스럽고 진실되어야 할 것을 배우게 하겠나니 그렇다, 그가 외치는 첫소리는 나폴레옹 동무여! |